# الملكية الخاصة (فلم 2022)
الملكية الخاصة (بالإنجليزية: Private Property) هو فيلم إثارة أمريكي لعام 2022، من إخراج تشاد هاربولد، وبطولة أشلي بينسون وشيلوه فرنانديز. تم عرضه في دور العرض السينمائية في 13 مايو 2022.

## طاقم التمثيل
- أشلي بينسون.[1]
- شيلوه فرنانديز.[1]
- لوغان ميلر.[1]
- فرانك ويلي.[1]
- جاي فارو.[1]
- كنغ أوروبا

## روابط خارجية
- مقالات تستعمل روابط فنية بلا صلة مع ويكي بيانات